# Moonwalkers (film)
Moonwalkers is een Franse komische film uit 2015 onder regie van Antoine Bardou-Jacquet. De film ging op 14 maart in première op het South by Southwest Film Festival.

## Verhaal
De film is gebaseerd op de complottheorieën rond de Apollo-maanlanding in 1969. Aan CIA-agent Kidman wordt de opdracht gegeven om de filmregisseur Stanley Kubrick te benaderen om een maanlanding te ensceneren en filmen. Maar omdat Kubrick niet bereikbaar is, neemt Kidman de onsuccesvolle manager van een rockband, Jonny in dienst om de klus te klaren.

## Rolverdeling
| Acteur         | Personage        |
| -------------- | ---------------- |
| Ron Perlman    | Tom Kidman       |
| Rupert Grint   | Jonny            |
| Robert Sheehan | Leon             |
| Eric Lampaert  | Glen             |
| Tom Audenaert  | Renatus          |
| Erika Sainte   | Ella             |
| Jay Benedict   | Kolonel Dickford |
| Kevin Bishop   | Paul             |